# Cyrtauchenius dayensis
Cyrtauchenius dayensis is een spinnensoort uit de familie Cyrtaucheniidae. De soort komt voor in Algerije.